# Alianza 90
Alianza 90 (en alemán, Bündnis 90) fue una coalición de tres grupos políticos anticomunistas en Alemania Oriental. 
Alianza 90 se formó en febrero de 1990 a través de la unión de varios movimientos. Recibió el 2,9% de los votos en las elecciones generales de 1990 de la RDA. Para las primeras elecciones de la Alemania unificada, formó una lista conjunta con el Partido Verde de la RDA. Desapareció unos años más tarde, tras fusionarse con Los Verdes de Alemania Occidental en 1993 para formar Alianza 90/Los Verdes.

## Historia

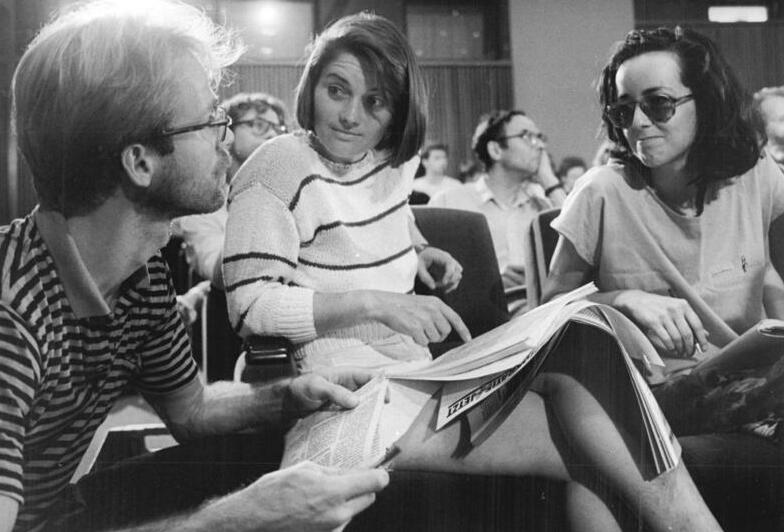
Negociaciones en Alianza 90 para la preparación de una alianza electoral (4 de agosto de 1990 en Berlín).

El 7 de febrero de 1990, los grupos políticos Neues Forum ("Nuevo Foro"), la Initiative für Frieden und Menschenrechte ("Iniciativa por la Paz y los Derechos Humanos") y Demokratie Jetzt ("Democracia Ahora") acordaron la creación de una asociación estratégica llamada Alianza 90 para las elecciones generales de 1990 a la Volkskammer. El 18 de marzo de 1990, en las últimas elecciones de la Alemania del Este, la alianza electoral recibió el 2,9% de los votos, consiguiendo 12 escaños. De lejos, el mejor resultado para Alianza 90 fue obtenido en la circunscripción de Berlín con el 6,3%. En las circunscripciones restantes los resultados oscilaron entre el 1,6% en Neubrandenburg al 3,8% en Potsdam. Junto a los ocho diputados electos del Partido Verde de la RDA, los diputados de Alianza 90 crearon un grupo parlamentario conjunto.
El 14 de octubre de 1990, en las elecciones a los Landtags de los estados federados de la RDA, Alianza 90 (compuesta en cada una de las elecciones de forma diferente) entró en cada Landtag excepto en Mecklemburgo-Pomerania Occidental. En Brandeburgo, desde 1990 hasta 1994, Alianza 90 formó parte de una coalición semáforo con los socialdemócratas (SPD) y los demócratas libres (FDP).
En las Elecciones federales de Alemania de 1990, las primeras después de la Reunificación de Alemania, el 6,1% de los votantes en el área electoral del Este (1,2% en toda Alemania) emitieron su Zweitstimme (el voto por un partido, en lugar de una persona) para la coalición Bündnis 90/Grüne - BürgerInnenbewegung ("Alianza 90/Verdes - Movimiento Ciudadano", coalición formada por Alianza 90 y el Partido Verde de la RDA), que entró en el Bundestag con ocho diputados: Klaus-Dieter Feige, Ingrid Koppe, Gerd Poppe, Christina Schenk, Werner Schulz, Wolfgang Ullmann, Konrad Weiss y Vera Wollenberger. Werner Schultz asumió la función de Presidente del grupo en el Bundestag, el cual ocupó durante la totalidad del período legislativo. Sus socios de Alemania Occidental, Los Verdes, no alcanzaron el umbral mínimo para entrar en el parlamento.
El 21 de septiembre de 1991, Alianza 90 se constituyó como partido político, y el 14 de mayo de 1993 se fusionó con Los Verdes, resultando esta en la denominación Alianza 90/Los Verdes. El partido Alianza 90/Los Verdes, sin embargo, ya se había establecido el 27 de septiembre de 1991 en Sajonia, un año y medio antes de la unificación a nivel federal.
Una facción de Alianza 90 en el estado de Brandeburgo (liderada por Matthias Platzeck, Günter Nooke, Ute Platzeck, Peter Schüler, Manfred Kruczek y Gerd Gebhardt) se mostró contraria a la unificación con los Verdes. Sin embargo, la facción no tuvo éxito, y sus componentes fundaron en 1993 la organización política BürgerBündnis ("Alianza Ciudadana"). Esta fue dirigida por Günter Nooke, Matthias Platzeck y Wolfgang Pohl, existiendo hasta hoy.

## Resultados electorales

### República Democrática Alemana
| Año  | # de votos   | % de votos | # de escaños obtenidos | +/– |
| ---- | ------------ | ---------- | ---------------------- | --- |
| 1990 | 336 074 (#5) | 2,91       | 12/400                 | 12  |

### Después de la reunificación
| Año   | # de votos directos | # votos por lista | % de votos por lista | # de escaños | Resultado |
| ----- | ------------------- | ----------------- | -------------------- | ------------ | --------- |
| 1990a | 552.027             | 559.207           | 1,20 (#7)            | 8/662        | Oposición |

a En lista conjunta con el Partido Verde de la RDA.